# Toxoptera citricidus
Espèce
Toxoptera citricidus (le puceron tropical de l’oranger) est une espèce d'insectes hémiptères de la famille des Aphididae à répartition pantropicale.
Ce puceron, inféodé aux plantes de la famille des Rutaceae, en particulier aux espèces du genre Citrus spp., est un ravageur des plantations d'agrumes dans la plupart des régions agrumicoles.
Il est redouté pour ses dégâts directs, en tant qu'insecte piqueur-suceur, sur les feuilles tendres, les boutons floraux et les jeunes fruits, mais surtout parce qu'il est le vecteur d'un phytovirus, le virus de la tristeza des agrumes.

## Synonymes
Selon Aphid Species File :
- Aphis aeglis Shinji, 1922
- Aphis nigricans van der Goot, 1917
- Aphis travaresi Stoetzel & Hilburn, 1990
- Aphis tavaresi argentinensis Blanchard, 1941
- Aphis traversi Raychaudhuri, Ghosh, Raychaudhuri & Agarwala, 1981
- Myzus citricidus (Kirkaldy)
- Paratoxoptera argentiniensis (Blanchard)
- Toxoptera aegeris
- Toxoptera citricida Stoetzel, 1994
- Toxoptera tavaresi.